# Emil František Burian
Pour les articles homonymes, voir Burian.
Emil František Burian (né le 11 juin 1904 à Pilsen, mort le 9 août 1959 à Prague) est un metteur en scène, dramaturge et réalisateur tchécoslovaque, journaliste, chanteur, compositeur, poète, membre de Devětsil, mouvement artistique orienté politiquement à gauche. Il fait partie des metteurs en scène européens d'entre-deux-guerres les plus appréciés[réf. nécessaire]. 

## Biographie
Le père de Burian, Emil, est chanteur d'opéra, sa mère Vlasta, professeur de chant. Emil František Burian étudie au Conservatoire de Prague où il est l’élève de Josef Bohuslav Foerster. 
En 1956–1958, il contribue puissamment au renouveau du théâtre tchèque et slovaque. 
Le 9 août 1959, il meurt d'une insuffisance hépatocellulaire, à l'âge de 55 ans.

## Carrière artistique
L'œuvre d'Emil František Burian s’inscrit dans l’avant-garde théâtrale d'entre-deux-guerres. Burian a été influencé par le metteur en scène allemand Reinhardt, par l'avant-garde russe, notamment Tairov, Vakhtangov, Meyerhold, le mouvement Dada et le futurisme. Il s'intéresse aussi aux recherches théâtrales françaises. 
Il collabore avec deux autres jeunes metteurs en scène pragois Jiří  Frejka et Jindřich  Honzl. Il fait partie de Osvobozené divadlo (Théâtre libéré) avec, entre autres, les fameux acteurs, maîtres d' improvisation, Jiří Voskovec et Jan Werich
Le théâtre tchèque de ce temps est polyphonique – le texte n'est que le point de départ du spectacle dont toutes les composantes « dialoguent » entre elles, chacune pouvant devenir à un moment le principal porteur du sens, et c'est pourquoi il créa en 1933 le théâtre D 34.
Burian est membre du Parti communiste tchécoslovaque, mais cela ne l’empêche pas de signer, en 1938, un manifeste contre la persécution du metteur en scène russe Meyerhold par le régime stalinien.
En 1941 il est arrêté et déporté, avec mention « sans retour », dans les camps de concentration de Theresienstadt, puis de Dachau et finalement de Neuengamme. Il y organise, pour les déportés, des activités culturelles, interdites par les gardiens. Il survit à cet internement et même au bombardement des alliés en 1945 dû à une erreur
Après le retour en Tchécoslovaquie et le coup d’État communiste de février 1948, Burian réoriente ses créations théâtrales vers le « réalisme socialiste » destiné à promouvoir les idéaux communistes. En fait, ce « réalisme » doit montrer le monde à  travers le prisme de l'idéologie stalinienne. Burian est sûrement convaincu de l'utilité de cette démarche mais le « réalisme socialiste » transforme le théâtre en une morne plaine de spectacles sans couleur ni saveur. 
En 1956 (après le XXe Congrès du Parti communiste de l'URSS qui est le début du « dégel » de ce pays et ses États-satellites) la critique théâtrale tchèque et slovaque a engagé une large discussion sur « la grisaille au théâtre ».
Est-ce ce débat qui a incité Burian à reprendre tels quels six de ses spectacles d'entre deux-guerres et à les présenter en été 1957 sous forme de festival à Karlovy Vary (Karlsbad) ? Burian a organisé des discussions pendant toute la durée de cette manifestation, discussions qui offraient aux participants une enivrante liberté[réf. nécessaire].
Par la suite, jusqu'à l'occupation de la Tchécoslovaquie par l'URSS et cinq autres « pays frères » en août 1968, le théâtre tchèque et slovaque se sont diversifiés et ont atteint des sommets d'inventivité et de qualité grâce aux metteurs en scène comme Radok (élève de Burian), Lukavsky, Krejca très influencé par Radok), Budsky, Rakovsky et toute une multitude de « petits théâtres ».

## Filmographie
- 1939 : Věra Lukášová